# Busseto
Busseto é uma comuna italiana da região da Emília-Romanha, província de Parma, com cerca de 6.843 habitantes. Estende-se por uma área de 76 km², tendo uma densidade populacional de 90 hab/km². Faz fronteira com Alseno (PC), Besenzone (PC), Fidenza, Polesine Parmense, Soragna, Villanova sull'Arda (PC), Zibello.

## Demografia
| Variação demográfica do município entre 1861 e 2011                               |
|                                                                                   |
| Fonte: Istituto Nazionale di Statistica (ISTAT) - Elaboração gráfica da Wikipedia |